# Anne Janz

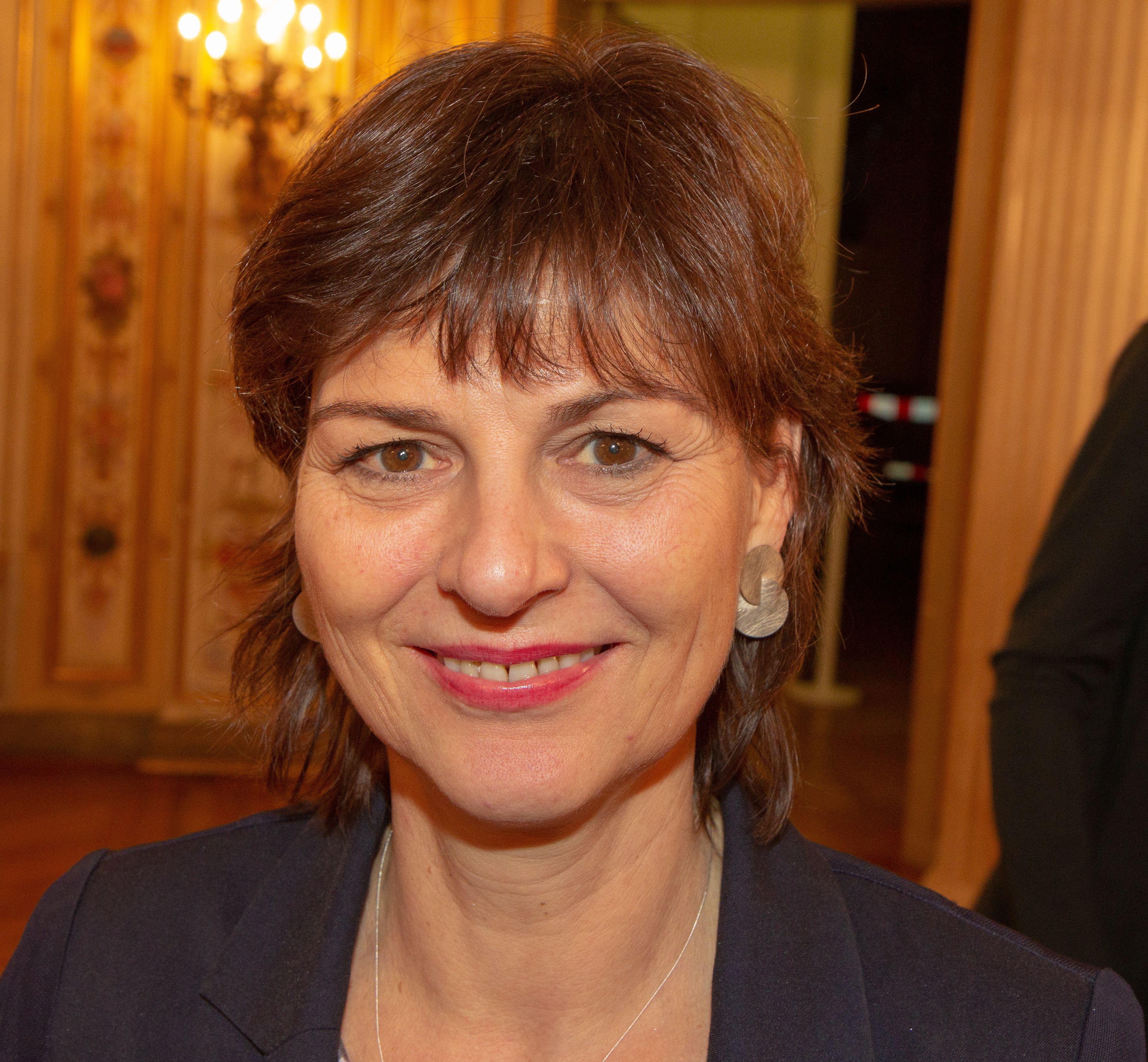
Anne Janz, 2019

Anne Janz (* 9. März 1958 in Braunschweig) ist eine deutsche Politikerin (Bündnis 90/Die Grünen). Von 2019 bis 2024 war sie Staatssekretärin im Hessischen Ministerium für Soziales und Integration.

## Leben
1985 schloss sie ihr Studium an der Universität Kassel als Diplom-Sozialarbeiterin und Sozialpädagogin ab. Sie war von 1990 bis 2004 Geschäftsführerin der Kasseler Rathausfraktion von Bündnis 90/Die Grünen. 2002 beendete sie ein weiteres Studium an der Evangelischen Fachhochschule Hannover als Diplom-Sozialwirtin. Nachdem sie von 1997 bis 2001 bereits dem ehrenamtlichen Magistrat der Stadt Kassel angehört hatte, wurde sie 2004 als hauptamtliches Magistratsmitglied zur Dezernentin für Jugend, Frauen, Gesundheit und Bildung ernannt. Bei der Wahl des deutschen Bundespräsidenten 2012 vertrat Janz die hessischen Grünen als Mitglied der Bundesversammlung.
Janz wurde am 18. Januar 2019 zur Staatssekretärin des Ministers Kai Klose im Hessischen Ministerium für Soziales und Integration ernannt. Im Zuge der Bildung des Kabinetts Rhein II schied sie am 18. Januar 2024 aus dem Amt der Staatssekretärin aus.